# マドーネ
マドーネ（伊: Madone  ( 音声ファイル)）は、イタリア共和国ロンバルディア州ベルガモ県にある、人口約4,000人の基礎自治体（コムーネ）。

## 地理

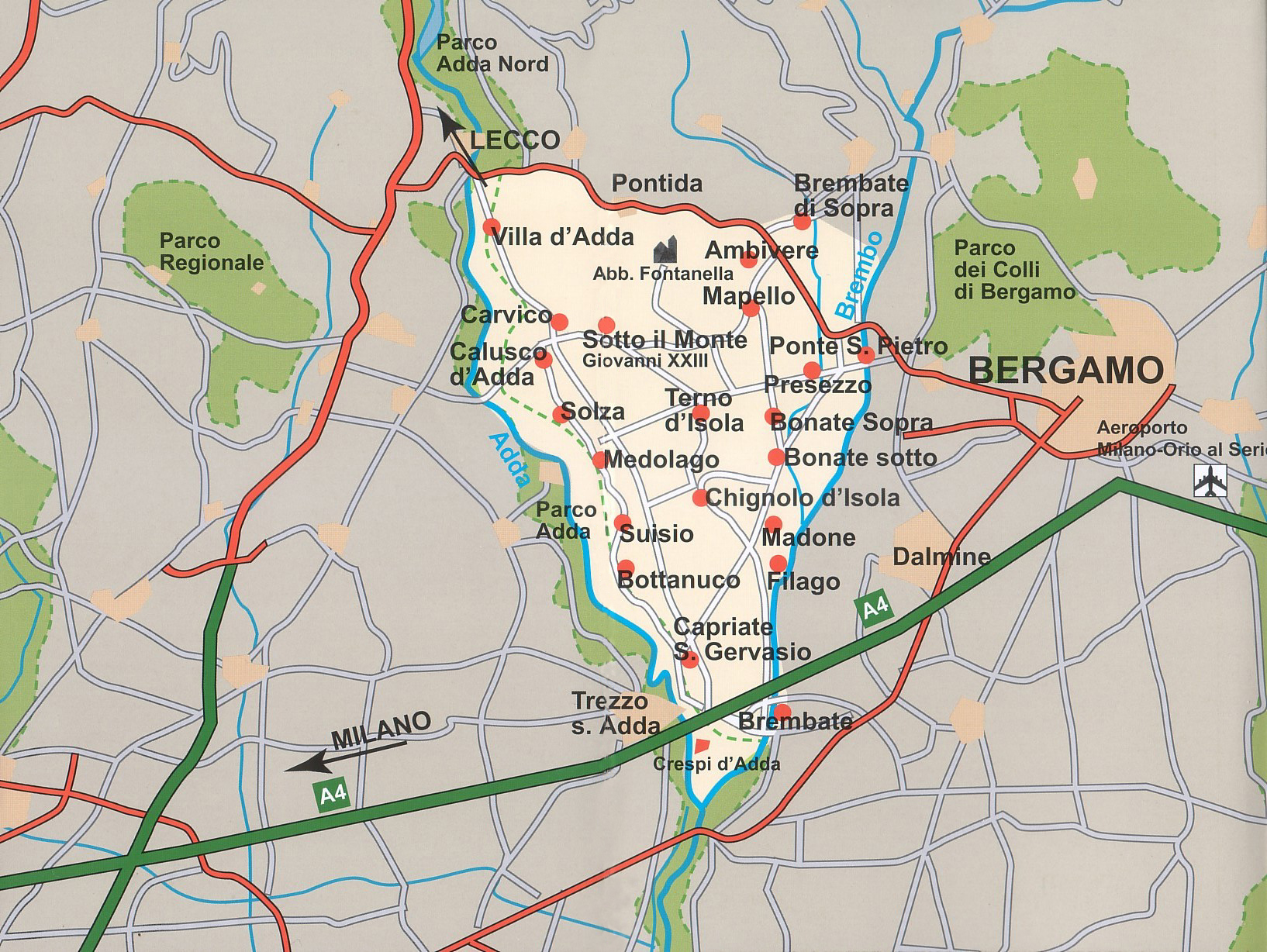
イーゾラ・ベルガマスカ

### 位置・広がり
ベルガモ県西部、イーゾラ・ベルガマスカ地方のコムーネ。県都ベルガモから西南西へ11km、州都ミラノから北東へ35kmの距離にある。
| 隣接するコムーネは以下の通り。 - ボナーテ・ソット - ボッタヌーコ - キニョーロ・ディーゾラ - フィラーゴ |

### 地震分類

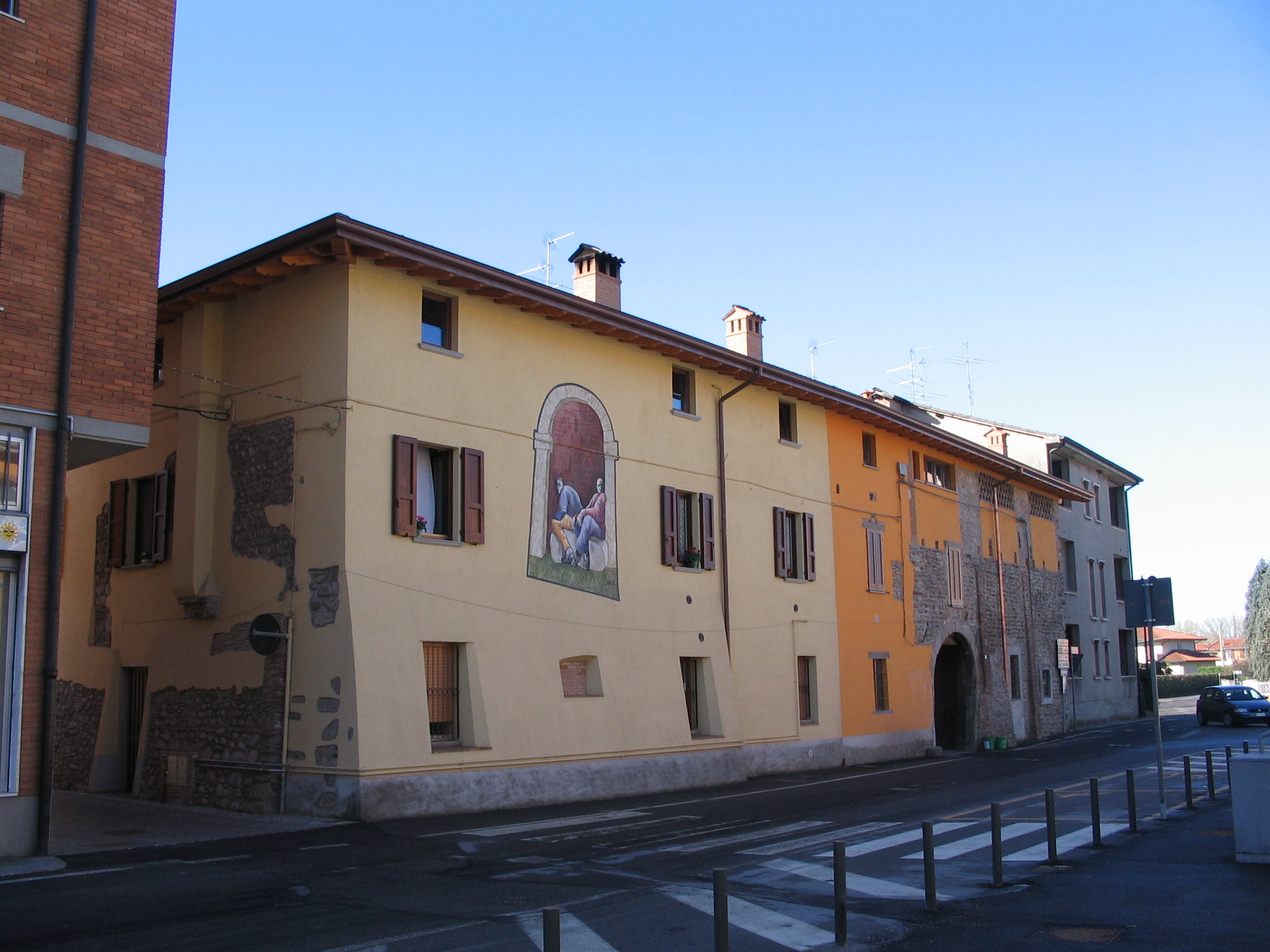

イタリアの地震リスク階級 (it) では、3 に分類される
。

## 姉妹都市
- Dissay、フランス
- Vila Nova da Barquinha、ポルトガル